# Magnétorésistance
La magnétorésistance est la propriété qu'ont certains matériaux de présenter une résistance qui évolue lorsqu'ils sont soumis à un champ magnétique. Cet effet a été découvert par William Thomson en 1857. Il fut cependant incapable de faire varier la résistance électrique de plus de 5 %.
De récentes recherches sur les matériaux ont permis de découvrir la magnétorésistance géante, la magnétorésistance colossale et la magnétorésistance à effet tunnel.

## La magnétorésistance: propriété particulière desuper-réseaux
La magnétorésistance correspond à la variation de la résistance électrique en la présence d’un champ magnétique. Des effets très importants ont été observés sur des nanostructures, tout d’abord sur des structures d’empilement alterné de matériau ferromagnétique et de matériau magnétiquement neutre. En l’absence de champ, le couplage magnétique entre couches ferromagnétiques présente un caractère oscillant en fonction de l’épaisseur des couches neutres, et conduit tantôt à l’alignement, tantôt à l’antialignement des moments des diverses couches. Ce caractère oscillant correspond au phénomène, bien connu des physiciens du magnétisme, de polarisation oscillant avec la distance du moment de spin des électrons de conduction (interaction de Rudermann-Kittel-Kasuya-Yoshida ou RKKY), responsable par exemple du couplage indirect à distance des moments des couches 4f pour les métaux de terres rares.

## Magnétorésistance anisotrope
La magnétorésistance anisotrope est la propriété de certains matériaux à présenter une résistance électrique dépendant de l'angle formé entre le flux de courant et l'orientation d'un champ magnétique.
On l'attribue à une probabilité plus importante de diffusion électronique s-d dans la direction du champ magnétique. On observe ainsi une résistance maximale lorsque la direction du courant est parallèle au champ magnétique.
Dans un semiconducteur, on peut observer une magnétorésistance proportionnelle à (1+ (μB)2), où μ est la mobilité électronique (en m2 V−1 s−1 ou T−1) et B le champ magnétique (en teslas). L'antimoniure d'indium, semiconducteur à haute mobilité, pourrait présenter une mobilité au-dessus de 4 m2 V−1 s−1 à 300 K. Ainsi, dans un champ de 0,25 T, on observerait une augmentation de magnétorésistance de 100 %.